# Wroxall (Warwickshire)
Pour les articles homonymes, voir Wroxall.
Wroxall est un village du Warwickshire, en Angleterre. Il forme la paroisse civile de Beausale, Haseley, Honiley and Wroxall avec les villages voisins de Beausale, Haseley et Honiley. Administrativement, il dépend du district de Warwick.